# Christophe Revault
Christophe Revault (ur. 22 marca 1972 w Paryżu, zm. 6 maja 2021 w Hawrze) – francuski piłkarz występujący na pozycji bramkarza. Ostatnim jego klubem w karierze był Le Havre AC, w którym grał w latach 2007-2010. Po zakończeniu kariery piłkarskiej pozostał w Le Havre AC pracując jako dyrektor sportowy, rekruter lub szkoleniowiec.

## Życiorys
Rozpoczął swoją karierę piłkarską w wieku 20 lat, kiedy to podpisał kontrakt z Le Havre AC. Grał tam 4 lata, po czym w 1997 roku zmienił barwy klubowe na Paris Saint-Germain, gdzie miał zastąpić Bernarda Lamę, który odszedł do West Ham United. W 1998 roku przeniósł się do Stade Rennais, gdzie grał 2 lata. W 2000 roku podpisał kontrakt z klubem Toulouse FC, dla którego przez 6 lat rozegrał 201 ligowych pojedynków. Następnie powrócił do Rennes, lecz grał tam tylko w trakcie sezonu 2006/2007. Od 2007 roku grał ponownie w Le Havre AC, którego był podstawowym bramkarzem.
Został znaleziony martwy w swoim domu rodzinnym w Hawrze we Francji 6 maja 2021 roku, miał 49 lat. Przyczyna śmierci nie została ujawniona.